# Жарков, Александр Сергеевич
Алекса́ндр Серге́евич Жарко́в (6 августа 1947, село Соусканиха, Красногорский район, Алтайский край, РСФСР — 20 июля 2016, Бийск, Алтайский край, Российская Федерация) — советский и российский ученый и организатор оборонной промышленности, доктор технических наук, член-корреспондент РАН. Лауреат Государственной премии Российской Федерации.

## Биография
В 1970 г. окончил Томский институт радиоэлектроники и электронной техники, в 1991 г. — Академию народного хозяйства при Совете Министров СССР.
С 1973 г. работал в НПО «Алтай» (позднее — ФГУП «Федеральный научно-производственный центр „Алтай“»): инженер, начальник лаборатории, начальник конструкторского отдела, директор опытного завода, главный инженер, в начале 90-х годов — первый заместитель генерального директора, с 1997 г. — генеральный директор ФГУП «ФНПЦ «Алтай»».
Являлся председателем правления объединения работодателей «Союз промышленников Алтайского края»
Под его руководством создано более 300 видов новой продукции, конкурентоспособной на внутреннем и внешнем рынках, и более 30 базовых технологий для производства этой продукции, ряд из них внедрен практически на всех заводах специальной химии. Под его руководством разработаны новейшие образцы специальной техники стратегического назначения, стоящие на вооружении Российской армии.
Являлся научным руководителем и организатором большой серии работ конверсионного направления в области наноматериалов, газогенераторов, катализаторов, синтеза субстанций лекарственных препаратов, новых конструкционных и теплоизоляционных материалов и других. Под его руководством создано и запущено единственное в России производство высокопредохранительных взрывчатых веществ, обеспечивающее потребности всей угольной промышленности страны.
Соавтор более 200 научных трудов, в том числе 4 монографий и одного учебника. Имеет 31 авторское свидетельство на изобретения. Принял участие как соавтор в создании 77 изобретений РФ.
Похоронен в Бийске 

## Награды
- Лауреат премии Совета Министров СССР (1990)[2].
- Лауреат Государственной премии РФ (1999)[2].
- Орден Дружбы (1999)[2].
- Орден «За заслуги перед Алтайским краем» (2007)[2].